# Hermandad de la Carretería (Sevilla)
La Hermandad de la Carretería es una cofradía de Sevilla (Andalucía, España) que procesiona el Viernes Santo.
Su nombre completo es Pontificia y Real Archicofradía de Nazarenos del Santísimo Cristo de la Salud, María Santísima de la Luz en el Sagrado Misterio de sus Tres Necesidades al pie de la Santa Cruz, San Francisco de Paula, Gloriosa Resurrección de Nuestro Señor Jesucristo y Nuestra Señora del Mayor Dolor en su Soledad.

## Historia
Es fundada en 1550 en el hospital de San Andrés (Sevilla) cuando un oficial del gremio de toneleros, originario de Chipiona, descubrió una imagen de la Virgen tras un muro de la calle Real de la Carretería, por medio de una luz brillantísima; desde entonces, a la Virgen se le impuso el título de Luz. En 1586, ya constituida la hermandad de penitencia, se aprueban sus primeras reglas, adoptando la Cofradía el título de las Tres Necesidades de la Virgen. Residió durante algún tiempo en San Miguel y San Francisco de Paula, hasta que en 1761 se traslada a su actual capilla.
Durante el siglo XIX recibió como hermanos a destacadas personalidades de la sociedad sevillana. Los Duques de Montpensier aceptaron el nombramiento de Hermanos Mayores Perpetuos el 12 de abril de 1849. Poco después asumieron las costas de la realización del nuevo retablo de la capilla. También fueron protectores de la Hermandad los cardenales Judas José Romo y Manuel Joaquín y Tarancón.
El 14 de enero de 1869, tras la Revolución Gloriosa, la capilla de la Hermandad fue expropiada y las imágenes hubieron de trasladarse al Colegio de San Miguel. El Cabildo Catedral realizó gestiones para conseguir la devolución del templo, que se materializó el 7 de marzo del mismo año.
En 1955 el excepcional manto bordado de la Virgen realizado por las hermanas Antúnez se perdió en un incendio. El que luce actualmente está basado en los bordados del anterior.
Durante algunos años estuvo saliendo durante la madrugada del Viernes Santo, hasta que 1861 se incorpora definitivamente a la tarde de dicha jornada. Durante los años en la Madrugá mantuvo pleitos con la Hermandad del Gran Poder por la prelación de paso.
En la Semana Santa del año 1991 el paso de misterio sufrió un percance cuando la cruz del cristo se partió por su base.
La Hermandad de la Carreteria procesiona con la cruz de guía más antigua de cuantas participan en la Semana Santa hispalense, fue realizada en 1700 en madera de caoba con aplicaciones de plata.
Está hermanada con la Hermandad del Baratillo.
En las últimas décadas ha sido una hermandad muy castigada por la lluvia, llegándose a refugiar en la Iglesia de la Anunciación en los años 2004 y 2007, y otros muchos años suspendiendo su estación de penitencia.

## Cristo de la Salud en las Tres Necesidades
El misterio representa las Tres Necesidades –escaleras, sábanas y sepulcro-. En él aparecen: Cristo crucificado y muerto, la Dolorosa con San Juan, María Magdalena, María Salomé, María de Cleofás, José de Arimatea y Nicodemo, así como las imágenes del Buen Ladrón y el Mal Ladrón crucificados.
Las Tres Necesidades de la Virgen María al pie de la Cruz, se refieren a escaleras para bajar a su hijo, sábana para tapar su cuerpo y sepulcro para enterrarlo.
La imagen de Cristo crucificado es talla atribuida a Francisco de Ocampo, del siglo XVII, la figura de la Virgen de la Luz y San Juan son realizadas en el siglo XVII, las tres Marías, los Santos Varones y los ladrones son talladas en el siglo XVII, la Virgen del Mayor Dolor es realizada en 1629.
El primero de los pasos es de estilo neobarroco en madera oscura que semeja la hojarasca, las hojas están atadas por una cuerda dorada, alumbrado por candelabros de guardabrisas metálicos de forja. El Cristo lleva potencias de plata dorada y la Virgen de la Luz diadema de plata dorada también. El paso es tallado en 1922. Los ángeles mancebos son talla del siglo XVII. Actualmente acompaña musicalmente la Banda de CC.TT Las Cigarreras de Sevilla durante su recorrido.

## Virgen del Mayor Dolor en su Soledad

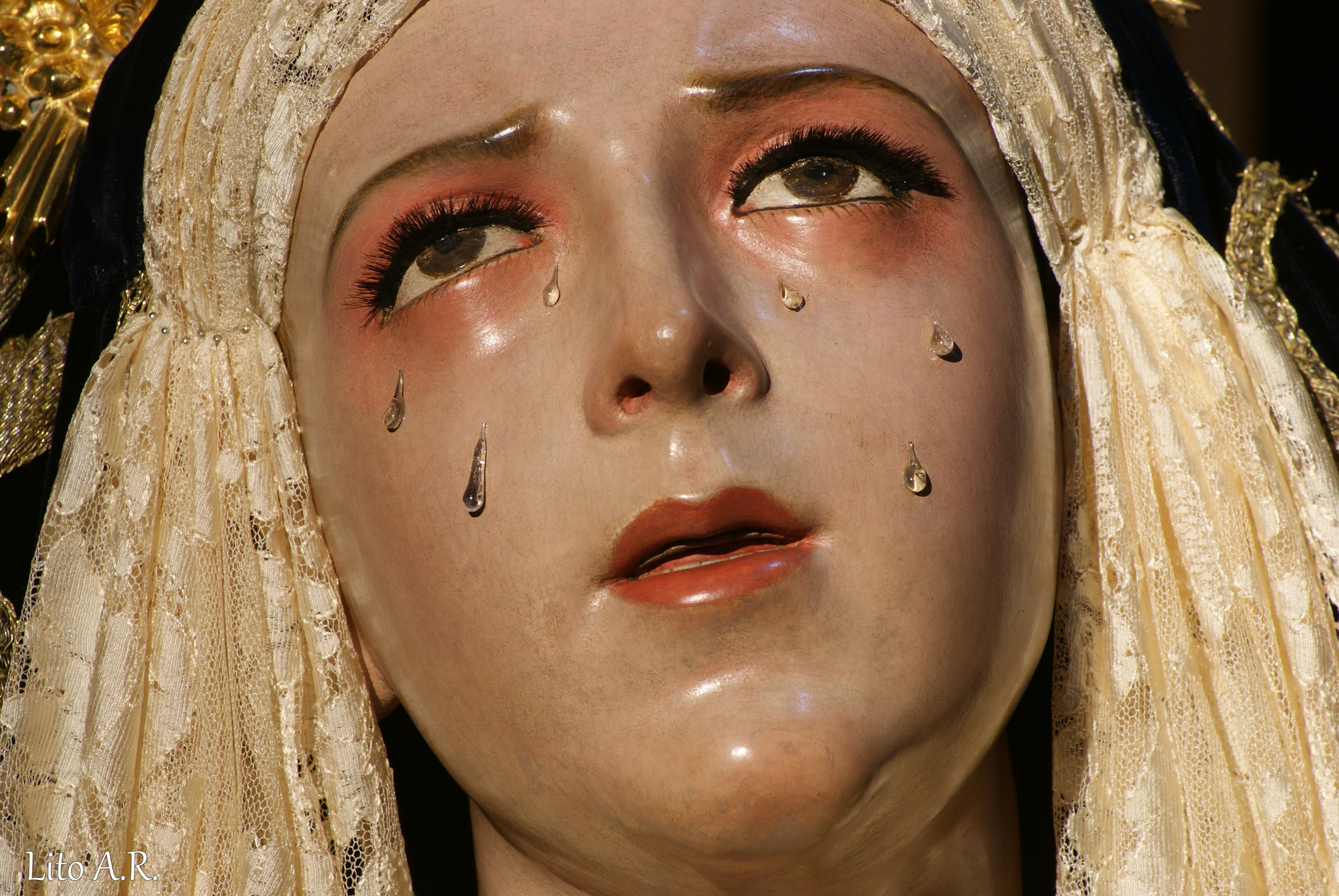
Virgen del Mayor Dolor en su Soledad

El palio tiene orfebrería plateada, con estreno de respiraderos, volviendo al modelo del siglo XIX; los candelabros de cola; las jarras, en plata de ley. La Virgen lleva corona de plata dorada y puñal de oro. El palio y el manto son de terciopelo azul oscuro con bordados. La virgen disponía de un magnífico manto del siglo XIX que fue realizado por las hermanas Antúnez y resultó destruido en un incendio fortuito ocurrido en 1955. Los bordados del palio fueron realizados por las Trinitarias. Acompaña la acompaña la Banda de Música Julián Cerdán de Sanlúcar de Barrameda durante su recorrido.

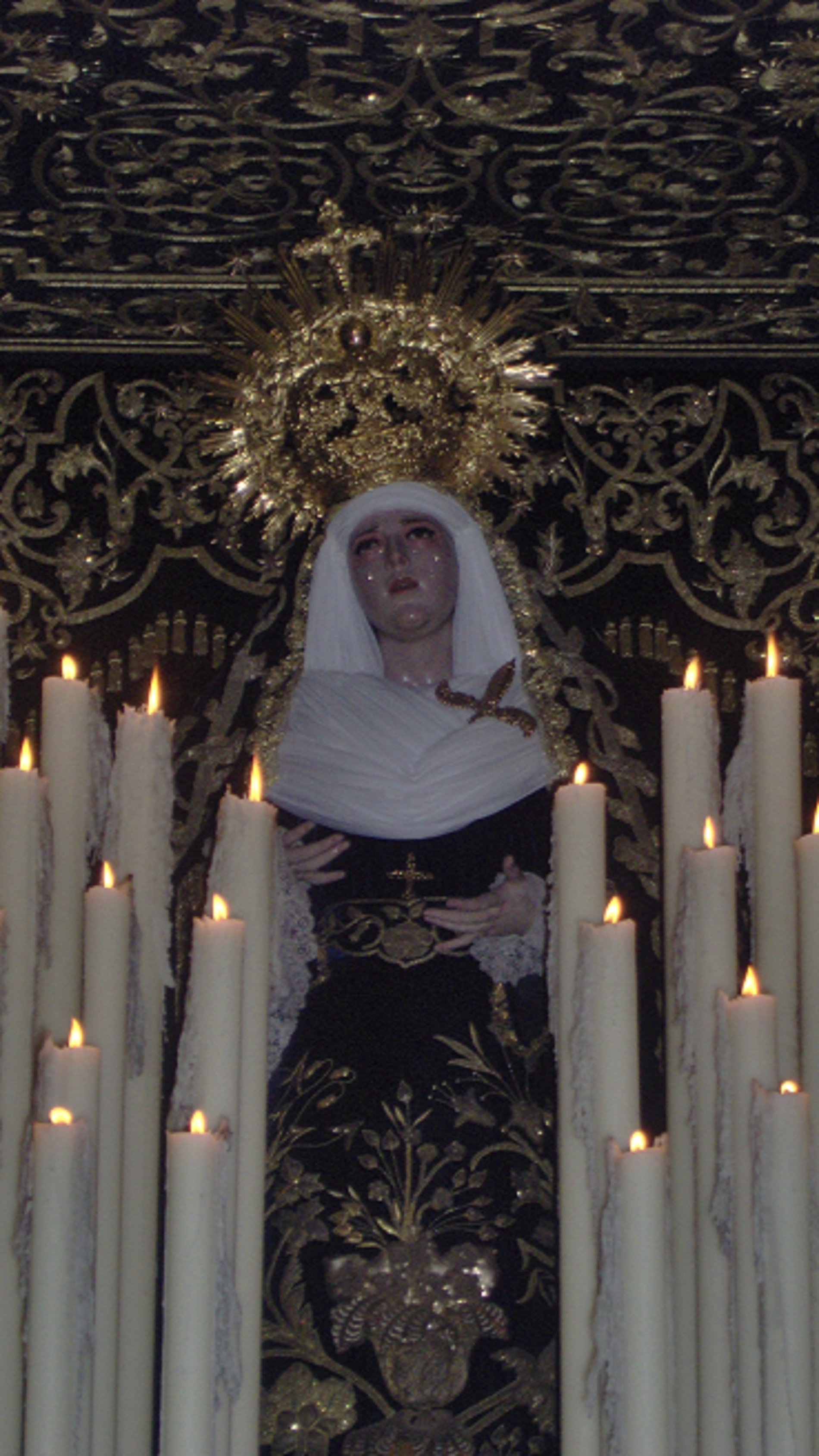
Virgen del Mayor Dolor

## Túnicas
Las túnicas son de terciopelo azul oscuro, de cola, con cíngulo dorado y guantes de piel negros. Llevan bordadas en color rojo la Cruz de Santiago.

## Marchas dedicadas
- Marcha Fúnebre – Carretería (José Font Marimont, 1887)
- Nuestra Señora del Mayor Dolor (Manuel López Farfán, 1927)
- Virgen de la Carretería (José Albero Francés, 1977)
- Nuestra Señora de la Luz (José Joaquín Méndez Moreno, 1988)
- Virgen de la Soledad (José Joaquín Méndez Moreno, 1989)
- Al Cristo de la Salud (José Joaquín Méndez Moreno, 1990)
- Nuestra Señora del Mayor Dolor en su Soledad (Ginés Sánchez Torres, 1994)
- Madre del Mayor Dolor (José Manuel Delgado Rodríguez, 2001)
- Mayor Dolor en Sevilla (Claudio Gómez Calado, 2002)
- A La Carretería (Rogelio Conesa, 2002)
- Las Tres Necesidades (Juan Velázquez Sánchez, 2005)
- Ecce Homo (Francisco Manuel Rivero Gallardo, 2009)
- Golgotha (Jacinto Manuel Rojas Guisado, 2010)
- La Carretería (Pedro Manuel Pacheco Palomo, 2010)
- Subida al Calvario (David Hurtado Torres, 2010)
- La Espada Dolorosa (Pablo Bellido Alba, 2017)
- El Mayor Dolor (Daniel Albarrán Acosta, 2023)

## Paso por la carrera oficial
| Predecesor: Los Gitanos (La Madrugá) | Orden de entrada en carrera oficial (Viernes Santo) primer lugar | Sucesor: La Soledad de San Buenaventura |